# Quartzo olho-de-falcão

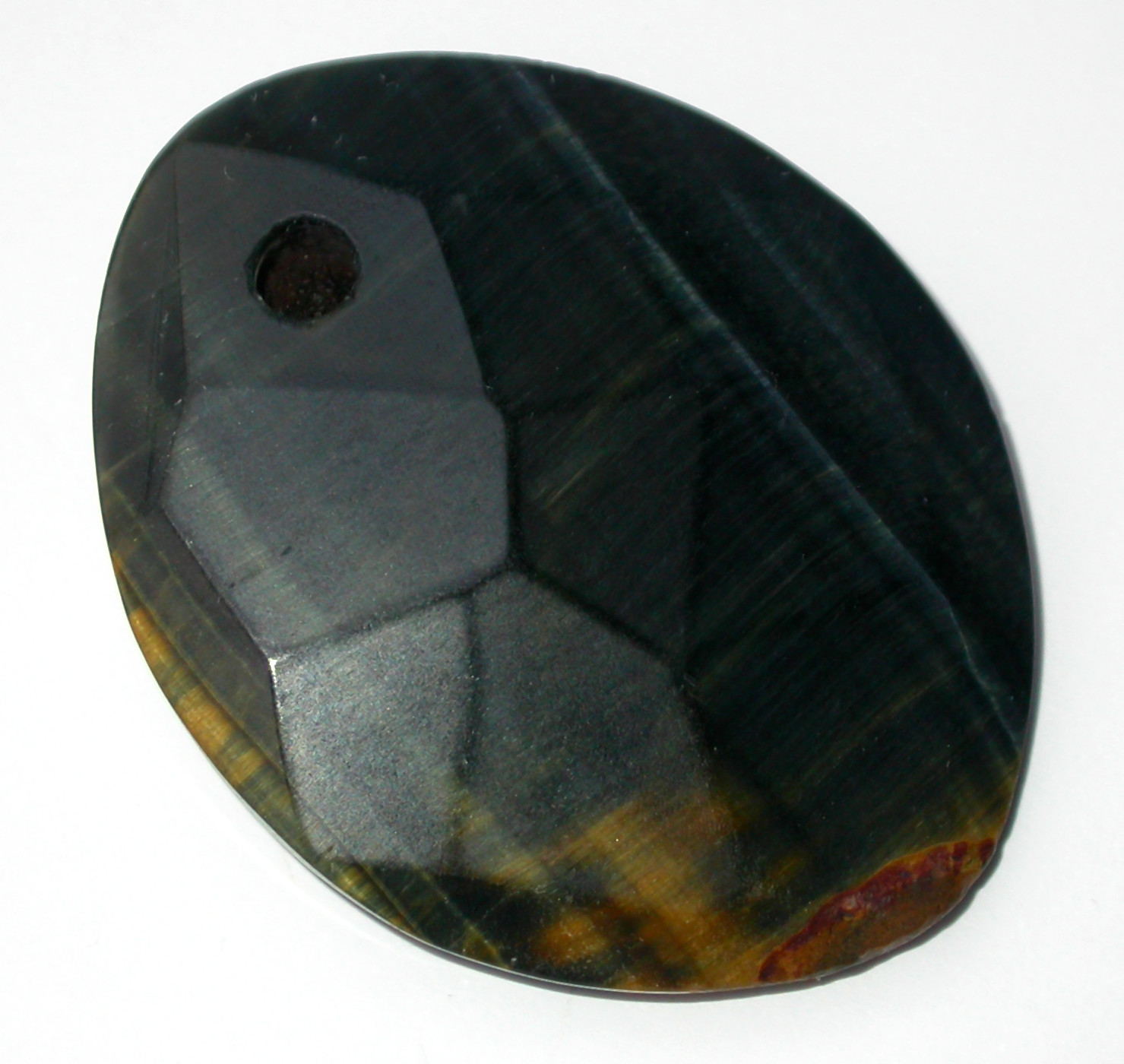
Pingente de olho de falcão

Quartzo olho-de-falcão é um pseudomorfo quartzo após crocidolita. Apresenta cor azul, estrutura fibrosa, brilho sedoso e apresenta acatassolamento quando polido.